# Bing Slamet
Bing Slamet, właśc. Ahmad Syech Albar (ur. 27 września 1927 w Cilegon, zm. 17 grudnia 1974 w Dżakarcie) – indonezyjski piosenkarz, autor tekstów, komik i aktor.

## Twórczość

### Filmografia
- Menanti Kasih (1951)
- Solo di Waktu Malam (1952)
- Di Simpang Jalan (1955)
- Radja Karet dari Singapura (1956)
- Melati Senja (1956)
- Pilihlah Aku (1956)
- Tiga Buronan (1957)
- Hari Libur (1958)
- Nurlela, Diwajahmu Kulihat Bulan (1959)
- Bing Slamet Tukang Becak (1959)
- Amor dan Humor (1961)
- Kisah Pelawak (1961)
- Bing Slamet Merantau (1962)
- Hantjurnja Petualang (1966)
- Bunga Putih (1966)
- Juda Saba Desa (1967)
- 2 x 24 Jam (1967)
- Bing Slamet Setan Jalan (1972)
- Ambisi (1973)
- Bing Slamet Sibuk (1973)
- Bing Slamet Dukun Palsu (1973)
- Bing Slamet Koboi Cengeng (1974)

Dyskografia (wybór)
- Menanti Kasih
- Nurlaila
- Keroncong Moritsu
- Es Lilin / Panon Hideung
- Bing Slamet Tersayang
- Romi dan Juliet